# Goodnotes
Goodnotes是由陳浩銓（Steven Chan）開發的一款付費筆記軟件。目前，新推出的Goodnotes 6只支持安装iOS 15、iPadOS 15、macOS 12以上的系統。2023年推出Android、Microsoft Windows兩個版本。

## 歷史
時基科技有限公司創辦人Steven Chan於大學修讀數學系，當時需要記很多有複雜公式的筆記，2010年第一代iPad發表後，他感覺這是很適合用來撰寫電子筆記的平台，但那個時候仍然沒有能符合他需求的筆記軟件，于是就自己开始開發Goodnotes。
Goodnotes在App Store上架後不久，日本的App Store就挑選其為精選應用程式，因此而獲得的關注讓GoodNotes迎來了第一波的下載熱潮。受到日本市場的歡迎後，他亦首次收到了蘋果公司的分潤收入，約相等當時香港的月薪水平，所以他也得以開始專注於開發“Goodnotes”。

## 介绍

### 价格
Goodnotes 6在App Store免費下載，可以建立3本免費筆記本，訂閱制需付9.99美元，買斷制需付29.99美元。

### 功能

#### 編寫筆記
Goodnotes在觸控筆方面以Apple Pencil、Logitech Crayon 或其它多款電容式觸控筆書寫，書寫時GoodNotes還提供防誤觸功能。在工具欄頁面可自訂顏色、粗細、筆的樣式以及壓力敏感度。手寫時可利用“套索功能”轉換成文字，再用文字框貼上去即可。
Goodnotes有內建紙張範本以及貼紙可供使用，包括空白紙、格線紙、康奈爾活頁紙、清單等，當然也可以自行添加模板來做使用。
Goodnotes 5在2023年1月推出與Notability一樣的錄音功能，並且可與文字同步。

#### AI功能
Goodnotes 6導入SAT及DES數學應考課程，並利用AI Math Assistance功能找出算式錯誤的地方。
Goodnotes 6加入詞語補全功能，利用AI將錯誤或不完整的字詞修正。另外推出AI總結，可修飾語調或改變句子長短，用戶也可利用「請問 Goodnotes」對文章進行提問。

#### 獨家功能
Goodnotes 5在2023年新增一個功能，智慧學習卡，可幫助學生們背書、抽考。
Goodnotes可匯入PDF、PowerPoint、word、圖像、照片等，在iPad上直接利用可自訂的筆、螢光筆、貼紙和形狀工具為文件添加註解，文件還可添加指向外部網站、影片或文章的超連結以構建知識圖譜。

## 獲獎
Goodnotes 5在App Store被評為“iPad App of the Year”。